# バリー・グレイ
バリー・グレイ（Barry Gray、1908年7月18日 - 1984年4月26日）は、イギリスの作曲家。「トーチー・ザ・バッテリー・ボーイ」、「海底大戦争 スティングレイ」、「サンダーバード」、「キャプテン・スカーレット」、「謎の円盤UFO」等、ジェリー・アンダーソン制作作品の音楽を担当したことで知られる。

## 人物
ランカシャーのブラックバーンで音楽家の両親の間に生まれる。5歳の頃から地元の有名ピアノ教師に音楽教育を受け、この時点で才能を認められている。やがて22歳までマンチェスター王立大学教授、次いでブラックバーン大聖堂の音楽博士の下で音楽の勉強を重ね、ロンドンの有名な音楽出版社での仕事がプロデビューとなった。後にジェリー同様、第二次世界大戦中は軍務についている。
アンダーソン作品には最初から参加しており、その経緯は「ジ・アドヴェンチャー・オブ・トゥイズル」を参照。以後アンダーソン作品で続けて音楽を担当し、2作後の「ウエスタン・マリオネット 魔法のけん銃」では純粋に作曲担当となっただけでなく、作品の原案も提供し（この間の担当作品一覧はジェリー・アンダーソンを参照）、当時珍しかった電子楽器も盛んに採用した。
晩年（恐らく上記から亡くなるまで）は1976年からチャンネル諸島ガーンジー島の旧政府ハウスホテルに、ピアニストとして勤めていた。
1980年代には、かつてのアンダーソン作品のファンによるSF関係のイベントにたびたびゲストとして登場しており、1981年にはイギリスの「国際救助隊」という人命救助活動を目的に組織された現実の団体の新しいテーマ曲を書いたという。この団体はジェリー・アンダーソンを名誉会長としている団体であり、これがジェリーとの最後の仕事となった。当初は『テラホークス』に参加する予定もあり、ジェリー本人がオファーをかけていたが、音楽予算的な問題からか実現しなかったといわれる。